# 2005年夏季世界大學運動會足球比賽
2005年夏季世界大學生運動會足球比賽將於2013年8月10日至20日於土耳其伊茲米特舉行。

## 男子
| 項目     | 金牌 | 银牌 | 铜牌 |
| 男子足球 |      |      |      |

## 女子
| 項目     | 金牌 | 银牌 | 铜牌 |
| 女子足球 |      |      |      |